# Lavinia Fontana

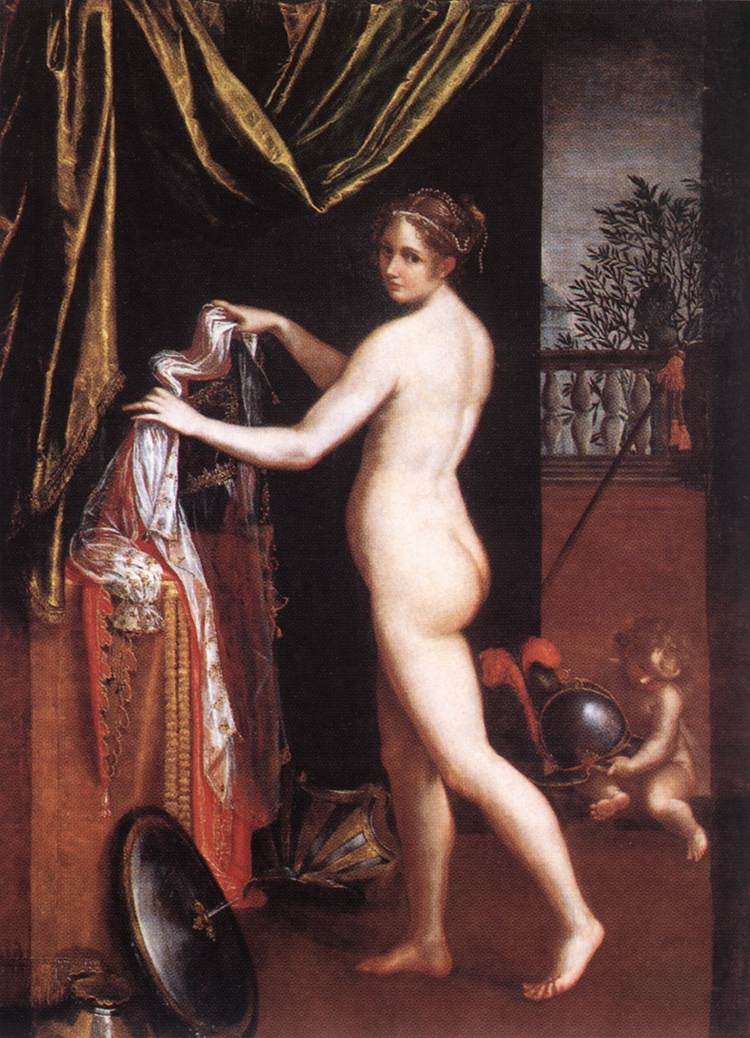
Minerva îmbrăcându-se, 1613, Galeria Borghese, Roma.

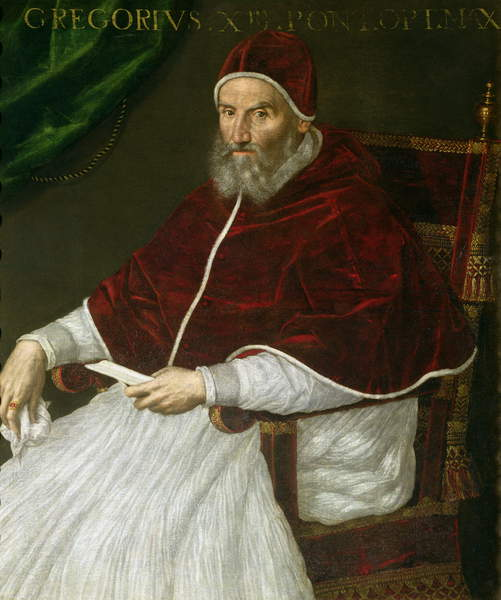
Papa Grigorie al XIII-lea

Lavinia Fontana (n. 24 august 1552, Bononia, Statele Papale – d. 11 august 1614, Roma, Statele Papale), cunoscută și ca Lavinia Zappi d'Imola, a fost o pictoriță italiană manieristă aparținând curentului baroc timpuriu, fiind socotită în zilele noastre una dintre cele mai valoroase din generația premergătoare lui Caravaggio. Într-o epocă în care pictorițele nu erau ușor acceptate de către comunitatea artistică sau de patroni, ea a fost prima femeie care a îndrăznit să reprezinte nuditatea feminină.

## Biografie
Lavinia Fontana a fost fiica unică a pictorului Prospero Fontana și a soției sale Antonia de Bonardis. Tatăl său a lucrat pentru Papalitate. Lavinia Fontana și-a petrecut timpul, învațându-și lecțiile și formându-se în atelierul tatălui său, unde i-a întâlnit pe artiștii și mecenii din Roma.
La vârsta de 25 ani, în 1577, Lavinia Fontana s-a măritat cu pictorul Gian-Paolo Zappi d'Imola, care și-a întrerupt cariera pentru a deveni agentul ei: i-a promovat și vândut operele. Perechea a avut 11 copii, din care doar trei au ajuns la vârsta maturității.

## Catalogul operelor
În 1604, la 52 de ani, papa Clementius al VIII-lea o numește membră a Academiei de Belle-Arte din Roma. Din sutele de opere ale Laviniei Fontana, s-au păstrat până în zilele noastre 131 tablouri și desene, printre care cele mai cunoscute sunt,, următoarele:
- 1577 : Autoportet la clavicordă, însoțită de o servantă, Accademia Nazionale di San Luca, Roma.
- 1580-1585 : Portretul unor soți, Muzeul de Artă din Cleveland, SUA.
- 1581 :
  - Noli me tangere, ulei, 80 x 65 cm, Galeria Uffizi, Florența.
  - Apocateloza[20] (1581), „Cornell” Fine Arts Museum, SUA.
  - Christos cu semnele patimilor
- 1584 :
  - Înălțarea Fecioarei cu sfinții Petru Crisologul et Ioan Casian, Palazzo Comunale, Imola.
  - Portret al familiei Coozzadini, Pinacoteca Națională, Bologna.
- 1585 : Cleopatra, Galeria „Spada”, Roma.
- 1588 : Autoportrait, cuivre, diametru 16 cm, Galeria Uffizi, Florența.
- 1588-1589 : Portretul lui Gerolamo Mercuriale[21], Muzeul de artă „Walters”, Baltimore, SUA.
- 1589 : Sfânta Familie, Muzeul „Escurial”, Madrid, Spania.
- 1590 : Cei trei crai, Muzeul de artă „Thomas Henry”, Cherbourg, Franța.
- 1594 : Portretul Antoniettei Gonsalves, Muzeul castelului din Blois, Franța.
- vers 1595 : Portretul Ginevrei Aldrovandi-Ercolani cu cățelul[22], Muzeul de artă „Walters”, Baltimore, SUA.
- 1604 : Portretul Blancăi Degli Utili Maselli cu copiii săi (colecție particulară).
- Buna Vestire[23], Muzeul de artă „Walters”, Baltimore, SUA.
- Nașterea Fecioarei, biserica „Santissima Trinità”, Bologna.
- Christos la Templu în fața preoților, biserica „San Domenico”, Bologna.
- Sfântul Francisc din Paola binecuvântând un copil.
- Maria-Magdelena.
- Venus și dragostea, Muzeul de artă din Rouen, Franța.
- Sfânta Familie cu Sf. Ioan.
- Senatorul Orsini răsfoind o carte[24], Muzeul de artă din Bordeaux, Franța.
- Salve Regina, pictat pentru biserica „Santa Maria dei Servi” din Bologna, acum la Muzeul de artă din Marsilia, Franța.
- Sfântul Ioan al Apocalipsei, colecția „Urbino - Antonio Moccia di Ferrazzano”.